# Green River (Washington)
La rivière Green (en anglais : Green River ; littéralement « Rivière verte ») est une rivière d'environ 105 km qui s'écoule dans l'État de Washington au nord-ouest des États-Unis.

## Description
La rivière prend sa source sur le versant occidental de la chaîne des Cascades. La vallée haute de la rivière mène au col Stampede qui permet de franchir la zone montagneuse. La zone est très importante pour la fourniture en eau de la ville de Tacoma. À la fin de sa course, la rivière se jette dans le fleuve Duwamish juste avant qu'il ne se jette dans le Puget Sound.
Jusque 1906, la rivière Green se jetait dans la rivière White dans la banlieue d'Auburn avant que cette dernière ne se jette dans le Duwamish. À la suite d'une inondation importante cette année, le cours de la rivière White a été modifié et celle-ci se jette depuis dans le fleuve Puyallup. Le tronçon qui accueillait les eaux des deux rivières dans le passé ne reçoit plus depuis que les eaux de la rivière Green.

## Tueur de la rivière Green
La rivière Green est célèbre pour être l'endroit où furent tuées les premières victimes du tueur en série Gary Leon Ridgway au début des années 1980. Bien que peu de corps furent retrouvés dans la rivière même, l'assassin fut appelé Green River Killer (« Tueur de la rivière Green »). Ses meurtres restèrent non élucidés durant près de vingt ans. Le meurtrier fut toutefois arrêté et inculpé pour 48 assassinats. Il sera condamné pour une peine symbolique d'une durée de 48 vies,,.